# Martín Romagnoli
Martín Andrés Romagnoli (Córdoba, 30 settembre 1977) è un ex calciatore argentino, di ruolo centrocampista.

## Carriera
Ha iniziato la sua carriera calcistica nel 1994 in seconda divisione con l'All Boys, dove trascorse quattro stagioni. Nel 1998 si trasferisce in Spagna per giocare una stagione con il Badajoz.
Nel 1999 torna in Argentina per giocare con il Club Atlético Colón, dove ha giocato fino al 2006. Nel club ha fatto 179 presenze.
Nel 2006 si trasferisce a Quilmes, ma dopo un torneo di Apertura disastroso, in cui il club è retrocesso con soli 9 punti in 19 partite ha lasciato la squadra per unirsi al Racing Avellaneda.
Nel , viene acquistato dal Club Deportivo Toluca.
Nel 2012, passa in prestito all'UNAM.

## Palmarès

### Club
- Campionato messicano: 2

Toluca: 2008, 2010